# گوش آقای رئیس
گوشِ آقای رئیس (لهستانی: Ucho Prezesa) یک مجموعه اینترنتی طنز سیاسی است که در سال ۲۰۱۷ در یوتیوب و شومکس منتشر شد.

## گزیدهٔ بازیگران
- روبرت گورسکی
- سزاری پازورا
- میکووای چیشلاک
- ایزابلا دونبروفسکا
- میخاو چرنتسکی
- وویچیخ کالاروس
- سباستیان کنراد
- کاتاژینا ژاک
- آگنیشکا وسینسکا
- ماگدالنا اسمالارا
- یاروسواف بوبرک
- کشیشتف چچوت
- ووکاش لواندوفسکی
- ماچئی کویافسکی
- یوآنا کوپینسکا
- آنا کارچمارچیک
- آنا اسمووویک
- مارچین هیکنار
- توماش درابک
- پشمیسواف بورکوفسکی
- یان الکساندروویچ-کراسکو
- آگنیشکا پیلاشفسکا
- والدمار چیشاک
- سیلوستر ماچیفسکی
- اوا کنستانتسیا بوئوخاک
- زبیگنیف والریش
- توماش ساپریک
- ایلونا خوینوفسکا
- لِـسواف ژورک
- وویچیخ متسفالدوفسکی
- وویچیخ ژیلینسکی
- یژی بونچاک
- آندژی سورین
- ماگدالنا کاتسپشاک
- یوانا یژفسکا
- آنا پروخنیاک
- سواوومیر اوژخوفسکی
- سزاری ژاک
- ویکتور زبوروفسکی
- آگنیشکا سوخورا
- ماریان اوپانیا
- پیوتر میازگا
- زبیگنیف سوشنسکی
- آرتور بارچیش
- گژگوش هالاما
- اِوا داوْکوفسکا
- یواخیم لامژا
- ماوگوژاتا نیمیرسکا
- مارک بوکوفسکی
- ماوگوژاتا اوستروفسکا-کرولیکوفسکا
- کشیشتف دراچ
- یولانتا فراشینسکا
- توماش کُت
- تادئوش خودتسکی
- مارک شودیم
- پاوئو توخولسکی
- یوویتا بودنیک
- ماگدالنا شِـیبال
- هانا اشلشینسکا
- کاتاژینا گنیفکوفسکا
- آگنیشکا ویندووخا
- پیوتر پولک
- اوتار سارالیدزه
- ماریوش درنژک
- میخاو ژبروفسکی
- میلنا سوشینسکا
- اوا شیکولسکا
- اوا کولاشینسکا
- آنا کُرچ
- لخ دیبلیک
- ورونیکا کشیانژکیه‌ویچ
- میه‌چیسواف مورانسکی
- سزاری تریباینسکی
- آنتونیا فون روماتوفسکی
- گژگوش ماوِتسکی
- سباستیان استانکیه‌ویچ
- آرکادیوش یانیچک
- آندژی آندژیفسکی
- پائولینا هولتز
- اولنا لئوننکو
- آلدونا یانکوفسکا